# Autoportrait à l'âge de 34 ans
Pour les articles homonymes, voir Autoportrait (homonymie).
Autoportrait à l'âge de 34 ans est un autoportrait de Rembrandt peint en 1640. Il est conservé à la National Gallery de Londres.
Il fait partie d'une série d'autoportraits basés sur des costumes du XVIe siècle.
Alors que les peintres de l'Âge d'or de la peinture néerlandaise cherchent à se démarquer de l'influence de la Renaissance italienne, Rembrandt s'inspire notamment du Portrait de l'Arioste de Titien (c. 1510, coll. priv.) et du Portrait de Baldassare Castiglione de Raphaël (c. 1515, musée du Louvre) pour réaliser « ce qui fut peut-être son autoportrait le plus ambitieux », qu'il réalise au firmament de sa carrière. Il se présente en effet sûr de lui, adopte la même pose, le bras appuyé sur la balustrade en bois et vêtu selon la mode du XVIe siècle,.